# Scott Speicher

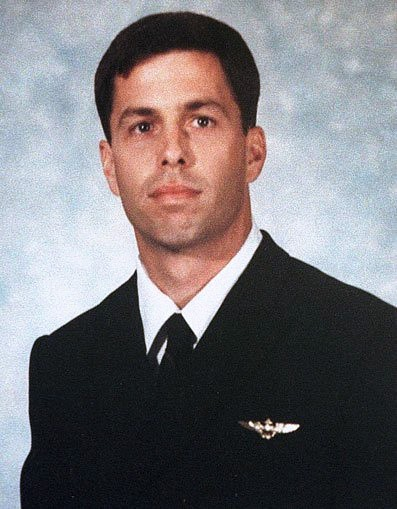
Michael Scott Speicher

Michael Scott Speicher (* 12. Juni 1957 in Kansas City (Missouri); † 17. Januar 1991 in al-Anbar) war ein Kampfpilot der US Navy, dessen F/A-18-Kampfflugzeug während der ersten Nacht der Operation Desert Storm von einer irakischen MiG-25 mit einer Luft-Luft-Rakete abgeschossen wurde. Der damals 33-Jährige gilt als erstes Todesopfer der US-Streitkräfte in der Operation „Desert Storm“.

## Leben
Vom Zeitpunkt des Abschusses an galt Speicher als Missing in Action. Sein ungeklärtes Schicksal eröffnete nach dem Krieg ein weiteres Spannungsfeld zwischen dem Irak und den Vereinigten Staaten. Ursprünglich hatte das Verteidigungsministerium der Vereinigten Staaten Speicher für tot erklärt, im Jahre 2001 dann für vermisst. Einen Tag nachdem der Kongress am 11. Oktober 2002 den damaligen Präsidenten George W. Bush zum Angriff auf den Irak befugt hatte, wurde er als in Gefangenschaft Vermisster und damit als wahrscheinlich lebend klassifiziert. Bush hatte Speicher schon in der sich anbahnenden Irakkrise in seiner Rede vor der Vollversammlung der Vereinten Nationen am 12. September 2002 erwähnt.
Den letzten Hinweis darauf, dass Speicher möglicherweise noch am Leben sei, erhielten amerikanische Geheimdienste im Januar 2003. Immer wieder hatte es Hinweise darauf gegeben, dass er sich lebend in irakischer Gefangenschaft befinde.
Untermauert werden diese Hinweise durch investigative Recherchen einer nordamerikanischen Autorin, die sich im Jahr 2013 in ihrem Buch „An American in the Basement – The Betrayal of Captain Michael Scott Speicher and the Cover-Up of his Death“ ausführlichst mit den Begleitumständen seines Verschwindens und den weiteren Umständen beschäftigte, warum Michael Scott Speicher relativ schnell als KIA (killed in action) vom US-Verteidigungsministerium deklariert wurde, obwohl das Flugzeugwrack und ein intakter Schleudersitz bzw. die abgeworfene Cockpithaube recht kurz nach dem Abschuss weitestgehend intakt von britischen SAS-Teams aufgefunden wurden. Es wurden auch der Pilotenhelm und die Flugzeugführeruniform gefunden. Die üblichen Search-and-Rescue-Operationen nach dem Abschuss wurden von der US Navy bzw. der US-Administration einfach unterlassen. Die gesamte Vorgehensweise zu den Begleitumständen seines Abschusses (möglicherweise durch Friendly Fire verursacht, Abschuss durch die eigenen Luftstreitkräfte US Air Force oder US Navy) wirft auch Jahrzehnte nach seinem Verschwinden Fragen auf. Speichers Verbleib war Gegenstand des ersten Verhörs, dem Saddam Hussein nach seiner Festnahme im Jahr 2003 unterzogen wurde.
Die sterblichen Überreste des Piloten konnten erst im Juli 2009 nach Hinweisen von Einheimischen aus einem Wüstengrab in der Provinz Al-Anbar geborgen werden. Laut Verteidigungsministerium war Speicher an der Absturzstelle von Beduinen tot gefunden und beigesetzt worden. Eine Analyse von Knochenfragmenten und Zahnabdrücken ergab, dass es sich um Michael Scott Speicher handelte.
Im Gedenken an Speicher hat die United States Army eine ihrer Basen im Irak nach Speicher benannt (Camp Speicher), seine ehemalige Universität, die Florida State University, einen Tennisplatz.